# Anton Tomaž Linhart
Anton Tomaž Linhart, slovenski dramatik, zgodovinar in šolnik, * 11. december 1756, Radovljica, † 14. julij 1795, Ljubljana.
Bil je osrednja osebnost slovenskega razsvetljenstva in pionir v gledališču in zgodovinopisju, poleg tega pa še glasbenik, prevajalec, arhivar, knjižničar, uradnik in poliglot.

## Življenje
Linhart je zelo zgodaj razvil dar za jezike, saj je doma mati povečini govorila slovensko, oče pa nemško in češko. Šolal se je v Radovljici in v Ljubljani na jezuitski gimnaziji (tu je bil njegov sošolec Jurij Vega), za nekaj časa je vstopil v stiški samostan, nato pa izstopil in na Dunaju ob pomoči domačega plemstva študiral trgovske in finančne vede. Po vrnitvi se je zaposlil kot arhivar stanov.
Leta 1787 se je poročil z Ljubljančanko Jožefino Detel, imela sta dve hčeri. Stanovali so v Ljubljani: iz Zoisove hiše na Bregu so se leta 1792 preselili v novo licejsko poslopje, leta 1795 pa je Linhart začel graditi hišo, a ga je sredi zidave zadela kap. Vdova je gradnjo dokončala, čez tri leta pa hišo prodala in z otrokoma odšla na Dunaj.
Zadnja leta svojega življenja ni več pisal izvirnih del, je pa pomagal prijateljem, predvsem Valentinu Vodniku in Žigu Zoisu, ki je ob njegovi smrti zapisal: "Z njim sem izgubil literarnega prijatelja in kritika, ki mi je bilo občevanje z njim edini oddih in veselje ..." (Mirko Zupančič, 1984). France Prešeren mu je sestavil nagrobno pesem, ki je vklesana na njegovem spomeniku:
| Steze popustil nemškega Parnasa, je pisal zgodbe kranjske star'ga časa. Komu Matiček, Micka, hči župana, ki mar mu je slovenstvo, nista znana? Slavile, dokler mrtvi se zbudijo, domače bote ga Talija, Klijo. |

Linhart je znan kot izrazit meščan v slovenski kulturi. Zelo verjetno je bil član prostozidarske lože (čeprav ni dokazano), kar bi razložilo dejstvo, da se ne ve, kje je pokopan, in da je oblast prepovedala žalne slovesnosti in nagrobnik. Njegova prva biografija je izšla šele leta 1808 na Dunaju v Inteligenzblatt. Nagrobnik s Prešernovim posvetilom so mu leta 1840 postavili na ljubljanskem Navju.

## Dela
Leta 1786 je postal komisar ljubljanskega okrožja in v treh letih povečal število podeželskih osnovnih šol v tem okrožju z 9 na 18. Zavzemal se je za ustanovitev osrednje in javne študijske knjižnice v Ljubljani. Licejska knjižnica v Ljubljani, predhodnica NUK, je bila ustanovljena na njegovo pobudo.
Njegovo prvo književno delo, pesniška zbirka Blumen aus Krain (Cvetje s Kranjskega), je nastalo že v času študija. Nadaljeval je s tragedijo, prav tako v nemščini, Miss Jenny Love, ki jo je napisal na Dunaju.
Pod vplivom slovenskih razsvetljencev, posebno Žiga Zoisa, je začel ustvarjati v slovenščini. Priredil in prevedel je komedijo avstrijskega dramatika Josefa Richterja Die Feldmühle (Podeželski mlin) in jo naslovil Županova Micka. To je prva slovenska komedija. Po vzoru Beaumarchaisove komedije La folle journée ou le mariage de Figaro (Figarova svatba) pa je Slovencem priskrbel še eno komedijo - Ta veseli dan ali Matiček se ženi.
Napisal je dvodelen Versuch einer Geschichte von Krain und den übrigen Ländern der südlichen Slaven Oesterreiches (Poskus zgodovine Kranjske in ostalih dežel južnih Slovanov Avstrije). Prvi del, ki opisuje praslovansko dobo, je izšel leta 1788, drugi z opisom preseljevanja ljudstev in naselitve ter kasnejšega političnega razvoja starih Slovencev, pa leta 1791.

## Uprizoritve Linhartove dramatike v slovenskih gledališčih
Linhartovo edino izvirno dramsko delo Miss Jenny Love v izvirniku ni bilo uprizorjeno, v prevodu Bratka Krefta pa je bilo šele leta 1967 odigrano na odru SNG Drame Ljubljana.
Veseloigra Ta veseli dan ali Matiček se ženi je na krstno uprizoritev zaradi suma državi nevarnih idej čakala vse do leta 1848, ko jo je v Novem mestu uprizorila amaterska druščina, sestavljena povečini iz tamkajšnjih uradnikov. Še vedno je na sporedu slovenskih poklicnih in amaterskih gledališč. Uprizorjen je bil tudi v Lutkovnem gledališču Ljubljana leta 2002. Predstava je dobila bosansko nagrado mali princ.
Linhart je v svojem življenju doživel le krstno uprizoritev Županove Micke leta 1789, v kateri je vlogo Micke odigrala njegova žena. Bila je to prva odigrana gledališka predstava v slovenskem jeziku v Stanovskem gledališču (zdaj Slovenska filharmonija). Kljub navdušenju pa je morala na svojo vnovično odrsko postavitev čakati več kot pol stoletja, saj so jo naslednjič odigrali leta 1848 v Vipavi. V šestdesetih letih je igra zaživela na odrih tedaj ustanovljenih čitalnic, do leta 1900 so jo uprizarjali v Bleiweisovi priredbi kot veseloigro s petjem v dveh dejanjih, nato pa se je na oder ob slavnostni 1000. predstavi Dramatičnega društva ponovno vrnila izvirna Linhartova Županova Micka.

## Poimenovanja
- Linhartova ulica: Domžale, Dob, Maribor, Ptuj, Celje, Rogaška Slatina, Velenje, Novo mesto, Brežice, Črnomelj, Murska Sobota
- Linhartova cesta: Ljubljana Bežigrad, Mengeš
- Linhartov trg: Radovljica
- Knjižnica Antona Tomaža Linharta: Radovljica
- Linhartovo srečanje
- občinski praznik Radovljice
- Linhartov občasnik, Radovljica
- Linhartov hram, Radovljica
- Linhartova dvorana, Cankarjev dom, Ljubljana
- OŠ Antona Tomaža Linharta, Radovljica